# Weingartia pucarensis
Weingartia pucarensis ist eine Pflanzenart in der Gattung Weingartia aus der Familie der Kakteengewächse (Cactaceae). Der Artname bezieht sich auf das Gebirgsmassiv, wo die Art entdeckt wurde, den Cerro Pucara. 

## Beschreibung
Weingartia pucarensis wächst einzeln und in Kultur nur sehr selten leicht sprossend mit mehr oder weniger flach- bis halbkugeligen Körpern. Diese erreichen einen Durchmesser von bis zu 12 Zentimeter und Wuchshöhen von bis zu 6 Zentimeter. Die verzweigten Wurzeln durchziehen flach den Boden. Die meist glänzende Epidermis der Pflanzen ist dunkelbräunlich rot bis dunkelpurpurn, selten auch dunkelgrünlich gefärbt. Die 13 bis 18, teilweise undeutlich erkennbaren, Rippen sind in breite und lang nach unten ausgezogene Höcker aufgelöst. Pro Rippe werden 2 bis 3 Höcker ausgebildet. Sie sind bis 17 Millimeter breit, bis 35 Millimeter lang und in der Mitte des Körpers 5 bis 8 Millimeter hoch. Die jungen Areolen sind zuerst kreisförmig, später dann langgezogen oval. Sie sitzen auf der Höckerspitze oder leicht scheitelwärts verschoben und sind 5 bis 7 Millimeter lang und 2 bis 4 Millimeter breit. Die oberen Areolen, an denen die Blüten erscheinen, sind mit kurzem, gelblichen Filz besetzt, später werden sie kahl. Sie sind nie stark- oder langwollig. Die 4 bis 6 Mitteldornen sind nicht immer eindeutig von den Randdornen zu unterscheiden und werden 10 bis 30 Millimeter lang. Sie stehen in einer kreuzweisen Anordnung. Ein Dorn, oft der längste, ist vorwärts oder schräg nach unten gebogen. Ein weiterer Dorn ist schräg aufwärts gebogen, zwei andere jeweils nach links und rechts aufwärts und manchmal ein bis zwei seitlich und mehr oder weniger schräg aufwärts ausgerichtet. Die 6 bis 11 Randdornen stehen nach allen Seiten schräg von der Pflanze ab und sind 5 bis 25 Millimeter lang. Die Dornen sind nadelig, gerade oder leicht gebogen und grauweißlich bis schwach gelblich und zur Spitze hin rötlich bräunlich gefärbt. 

## Blüte
Die tief gelben und sehr selten leicht orange gefärbten Blüten erscheinen meist scheitelnah, manchmal im oberen Teil des Pflanzenkörpers und selten im unteren Teil. Sie stehen einzeln, selten zu zweit und jeweils im oberen Areolenabschnitt. Sie sind 20 bis 28 Millimeter lang und 30 bis 35 Millimeter breit. Das mehr oder weniger kugelige Perikarpell ist 2,0 bis 4,5 Millimeter hoch und 3 bis 4 Millimeter breit. Es ist rötlich karmin oder selten grün gefärbt und fast vollständig mit 4 bis 6 dunkelkarminrötlichen und selten hellgrünen herzförmigen Schuppen bedeckt, die in ihren Achseln kahl sind. Die Schuppen sind 0,6 bis 2,0 Millimeter lang und 0,8 bis 3,0 Millimeter breit. Das trichterförmige bis leicht glockenförmige Receptaculum ist hellkarmin und selten reingelb gefärbt. Es erreicht eine Länge von 8 bis 15 Millimeter und eine Breite unten von 4,0 bis 4,5 Millimeter und oben von 11 bis 14 Millimeter. Es ist mit breit herzförmigen bis breit linealigen Schuppen besetzt. Der Blütenschlund ist dunkelkarmin oder selten grünlich gelb gefärbt. Die 15 bis 19 leicht lanzettlichen bis langovalen und zugespitzten Blütenblätter stehen in zwei Kreisen und sind intensiv gelb gefärbt und an der Basis innen rötlich. Die äußeren sind 10 bis 13 Millimeter lang und 4 bis 5 Millimeter breit; die inneren sind 10 bis 12 Millimeter lang und 2,5 bis 5 Millimeter breit. Die 160 bis 230 Staubblätter stehen in 6 spiraligen Umläufen. Die Filamente sind unten karmin und zur Anthere hin hellrötlich bis dunkelgelblich, selten alle reingelb, gefärbt. Die Antheren sind gelb und 1,0 bis 1,2 Millimeter lang und 0,5 Millimeter breit. Die grünlichen Griffel werden nach oben hin gelblich und sind 10 bis 11 Millimeter lang. Die weißlich gelbliche Narbe ist in 4 bis 7 ausgebreitete leicht zugespitzte Äste geteilt. 

## Frucht
Die kugelige bis ellipsoide Frucht ist 6,0 bis 8,5 Millimeter lang und 5 bis 7 Millimeter breit. Sie verbleibt lange an der Pflanze und trägt einen 11 bis 18 Millimeter langen vertrockneten Blütenrest. Sie ist mit zuerst rötlichen und selten grünlichen Schuppe besetzt, die später bräunlich auftrocknen. Sie enthält 110 bis 200 Samen. Die ovalen bis bohnenförmigen Samen sind schwarz und selten schwarzbraun. Sie werden 1,1 Millimeter lang und bis 0,9 Millimeter breit.

## Verbreitung und Systematik
Weingartia pucarensis ist im bolivianischen Departamento Potosí in der Provinz  Linares auf dem Cerro Pucara in Höhenlagen von 2150 bis  2500 Metern verbreitet. Sie wachsen in steinigen Böden zwischen roten Sandsteinfelsen und sind dort 3 bis 6 Stunden pro Tag der Sonne ausgesetzt oder in humosen Böden im Schatten von Sträuchern. Als Begleitflora sind Arten der folgenden Gattungen anzutreffen: Blossfeldia, Cleistocactus, Parodia, Echinopsis sowie Gymnocalycium pflanzii und Lobivia krahn-juckeri.
Die Erstbeschreibung wurde 2011 durch Lothar Diers und Hansjörg Jucker veröffentlicht.

## Nachweise
- Lothar Diers, Hansjörg Jucker: Weingartia pucarensis (Cactaceae) – eine neue Art aus Bolivien. In: Kakteen und andere Sukkulenten. Band 62, Nummer 5, 2011, S. 129–131.